# Quail Creek
Quail Creek est une census-designated place située dans le comté de Victoria, dans l’État du Texas, aux États-Unis. Sa population s’élevait à 1 628 habitants lors du recensement de 2010.